# Акадзава, Гаку
Гаку Акадзава (англ. Gaku Akazawa; род. 21 июня 1990, Токио, Япония) — японский и самоанский борец вольного и греко-римского стиля.

## Спортивная карьера
Акадзава родился в Токио в июне 1990 года. В детстве он сначала он занимался кэндо, а затем в шестом классе он переключился на борьбу. Он выиграл национальные чемпионаты как в средней школе, так и в старшей школе Ханасаки Токухару. Он учился в Университете Нихон, но получил многочисленные травмы во время соревнований, потребовавшие операций на обоих плечах, что положило конец его надеждам на участие на Олимпийских играх 2012 года в Лондоне. После окончания университета Нихон, Аказава несколько лет тренировался в России, но не смог пройти отбор на летние Олимпийские игры 2016 года в Рио-де-Жанейро. Все ещё преследуя свою детскую мечту попасть на Олимпиаду, он думал, что смена гражданства даст ему больше шансов попасть на следующие Олимпийские игры. Он вспомнил, что один из его учителей в средней школе преподавал дзюдо в Самоа, и связался с ним.
Акадзава переехал в Самоа в июне 2017 года и продолжил тренировки. United World Wrestling отметила, что он стал одним из «примерно 10 борцов старше 14 лет во всей стране», поскольку регби является самым популярным видом спорта. Он открыл там спортзал, где тренировал этот вид спорта. После женитьбы на женщине, с которой познакомился в Самоа в 2018 году, он открыл массажный салон, который стал популярным на местном уровне. Он пытался попасть на летние Олимпийские игры 2020 года в Токио, но не смог вовремя получить гражданство Самоа. Аказава получил гражданство Самоа в декабре 2023 года.
24 марта 2024 года в египетском городе Александрия на олимпийском квалификационном турнире по вольной борьбе для спортсменов Африки и Океании ему удалось завоевать лицензию на Олимпийские игры в Париже.